# الرومانية الكاثوليكية في سنغافورة

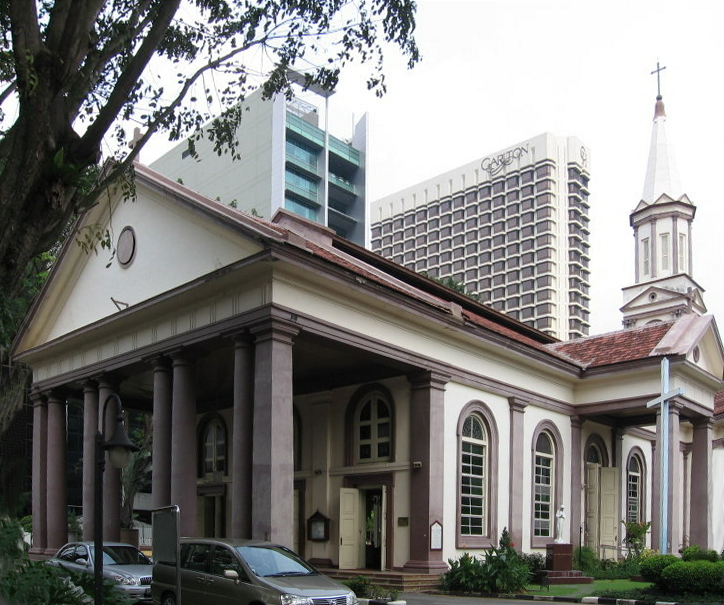
كنيسة الراعي الصالح الكاثوليكية.

يشكل الكاثوليك ثلث مسيحيين سنغافورة، وتتكون الجماعة الكاثوليكية عمومًا من الصينيين، يوروآسييوين والفلبينيين والهنود. هناك واحد وثلاثين أبرشية رومانية الكاثوليكية في سنغافورة. هناك تجمعات أيضًا من الموارنة والكنيسة الأوكرانية الكاثوليكية في الجزيرة. يرأس الكنيسة الكاثوليكية في البلاد المطران نيكولاس شيا والذي يرأسها في كاتدرائية الراعي الصالح. يحتفل بالقداس الإلهي في سنغافورة في اللغات العامية عديدة، بما في ذلك الإنجليزية، والمندرينة، وهوكين، والتاميلية، والمالايالامية، والمالطية والكورية ونادرًا ما يستخدم الملايو. وتشارك بنشاط مختلف الأبرشيات الرومانية الكاثوليكية في سنغافورة في الخدمات الاجتماعية مثل دور الرعاية، وفتح مطابخ الحساء وكذلك الرحلات التبشيريه إلى مكان مثل اندونيسيا والفلبين. هناك أيضًا النقابة الطبية الكاثوليكية، وغيرها من الجماعات الكاثوليكية. تم إنشاء حاليًا مؤسسة (NCC) من أجل تنظيم وجمع المجتمعات الكاثوليكية داخل أحيائهم.
تاريخيًا انقسمت المجتمعات الكاثوليكية في سنغافورة على أسس اثنيَّة والتي تمحورت معظم كنائسهم في شارع الملكة؛ في السنوات الأولى من الحقبة الإستعمارية كان معظم أبناء المجتمع الكاثوليكي من الأوراسيين والذين امتلكوا كنيسة البعثة البرتغالية، جنبًا إلى جنب مدرستين، في حين تعبد السكان من ذوي الأصول الأوروبيّّة في كاتدرائية الراعي الصالح. وتعبَّد التاميليين الكاثوليك في كنيسة سيدة لورد على شارع أوفير، وتعبد الكاثوليك الصينيين في كنيسة القديس بطرس بولس وكنيسة القلب المقدس . وسبَّب التحول إلى المذهب الروماني الكاثوليكي بين المجتمع الصيني في القرن التاسع عشر إلى حالة من الازدراء بين المجتمعات الصينية المهاجرة في سنغافورة.